# Janne Läspä
Janne Läspä (ur. 2 kwietnia 2002) – fiński lekkoatleta specjalizujący się w rzucie oszczepem.

## Kariera sportowa
W sezonie 2021 zajął szóste miejsce podczas mistrzostw Europy juniorów oraz został w Nairobi mistrzem świata w tej kategorii wiekowej.
Rekord życiowy: 77,10 (18 sierpnia 2021, Nairobi).

## Osiągnięcia
| Rok  | Impreza                | Miejsce | Pozycja    | Wynik |
| ---- | ---------------------- | ------- | ---------- | ----- |
| 2021 | Mistrzostwa Europy U20 | Tallinn | 6. miejsce | 70,10 |
| 2021 | Mistrzostwa świata U20 | Nairobi | 1. miejsce | 76,46 |